# Fogbank
Fogbank (stilisiert FOGBANK) ist der Deckname eines Stoffes, der in US-amerikanischen Nuklearsprengköpfen der Typen W76, W78 und W88 verwendet wird.

## Eigenschaften und Verwendung

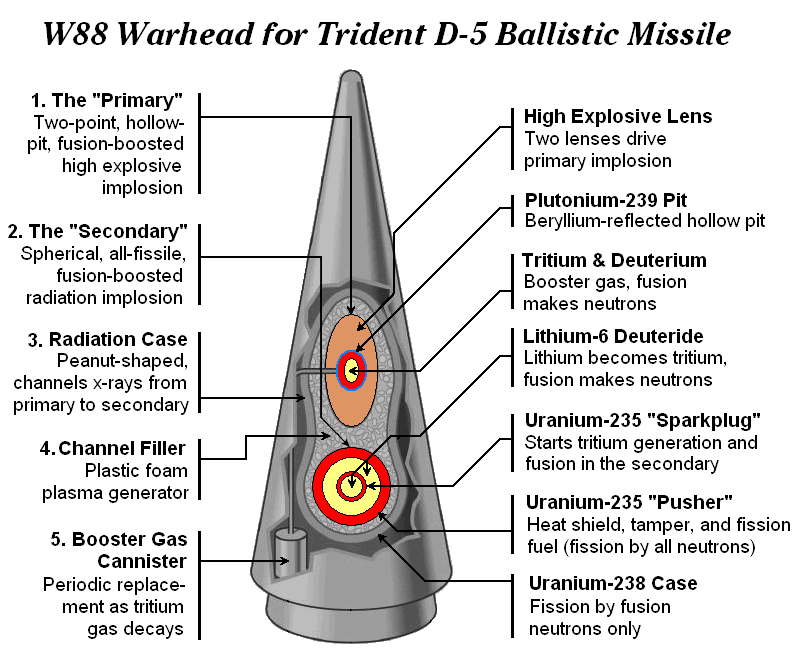
Aufbau eines W88-Sprengkopfes, Fogbank als Füllmaterial an Position 4

Die genauen Eigenschaften von Fogbank unterliegen der Geheimhaltung. Dennis Ruddy, damaliger Präsident und Geschäftsführer von BWXT Y-12, dem Betreiber des Y-12 National Security Complex, äußerte sich dazu folgendermaßen: „Das Material ist streng vertraulich. Seine Zusammensetzung ist streng vertraulich. Die Verwendung innerhalb der Waffe ist streng vertraulich, und der Herstellungsprozess ist streng vertraulich.“ In Dokumenten des Energieministeriums der Vereinigten Staaten wird beschrieben, dass die Substanz in Kernwaffen und Atomsprengköpfen neben Lithiumhydrid (LiH) und Lithiumdeuterid (LiD), Beryllium (Be), Uran(III)-hydrid (UH3) und Plutonium(II)-hydrid (PuH2) verwendet wird und unverzichtbarer Bestandteil der Sprengköpfe ist.
Der damalige Leiter der National Nuclear Security Administration (NNSA), Thomas D’Agostino, legte die Funktion von Fogbank als Füllmaterial („Interstage material“) innerhalb von Kernwaffen offen. Waffenexperten vermuten, dass es sich bei Fogbank aufgrund seiner Eigenschaften um ein Aerogel handelt. In Nuklearsprengköpfen mit Teller-Ulam-Aufbau befindet sich ein Füllmaterial zwischen den beiden Zündungsstufen. Das Füllmaterial wird nach der Detonation der Fissionsstufe (erste Stufe) in ein überhitztes Plasma umgewandelt und löst die Detonation der Fusionsstufe als zweite Stufe aus.

## Geschichte
Fogbank wurde ursprünglich von 1975 bis 1989 in der Fabrik 9404-11 des Y-12 National Security Complex in Oak Ridge produziert, als die W76-Atomsprengköpfe hergestellt wurden. Danach wurde die Fabrik 1993 stillgelegt. Nur ein Technikum als Pilotanlage blieb übrig, um kleinere Mengen Fogbank zu Testzwecken herzustellen zu können.
Nach dem Ende des Kalten Krieg verschoben sich die Anforderungen der Vereinigten Staaten an Kernwaffen. Statt Entwicklung, Test und Produktion von neuen Kernwaffen verlagerte sich der Fokus auf den Erhaltung der vorhandenen Kernwaffenbestände auf unbestimmte Zeit. Die US-Regierung entschied sich, eine große Anzahl ihrer Nuklearwaffen zu ersetzen, zu erneuern oder diese außer Dienst zu stellen. Das Energieministerium der Vereinigten Staaten richtete im Januar 1996 daraufhin ein Modernisierungsprogramm unter der Verwaltung der National Nuclear Security Administration (NNSA) ein, um die Nutzungsdauer von älteren Nuklearwaffen zu verlängern. Dies würde die Dienstzeit der W76-Sprengköpfe bis mindestens 2040 erweitern.
Die NNSA erkannte, dass die schwierige Herstellung von Fogbank das größte Risiko des Modernisierungsprogramms darstellte, da sie nicht mehr über das Wissen, die Erfahrung und die Produktionsstätten zur Herstellung von Fogbank verfügte und nahezu alle Mitarbeiter mit Fachkenntnissen die Behörde verlassen hatten oder in den Ruhestand gegangen waren. Daraufhin entwickelte die NNSA für Fogbank eine Strategie zur Risikominimierung, bei der sie frühzeitig eine neue Produktionsanlage errichten wollte, um genügend Zeit zum erneuten Erlernen des Herstellungsprozesses und zur Lösung von Fertigungsproblemen zu haben. Die vorhandene Pilotanlage sollte dabei dem Test des Herstellungsprozesses während des Baus dienen, und die Entwicklung eines Alternativmaterials sollte untersucht werden.
Im Jahr 2000 wurde durch die NNSA der Ersatz von Fogbank durch die Entwicklung eines kostengünstigeren und leichter zu produzierenden Alternativmaterials untersucht. Diese Idee wurde jedoch verworfen, da man zuversichtlich war, Fogbank erneut herstellen zu können. Auch waren die Computermodelle und -simulationen des Los Alamos National Laboratory zu dieser Zeit nicht fortgeschritten genug, um schlüssig festzustellen, dass ein alternatives Material so effektiv wie Fogbank funktionieren würde. Darüber hinaus bevorzugte die Navy als Endkunde Fogbank aufgrund der erfolgreich durchgeführten Nukleartests. Die NNSA beschloss daher 2000, die Herstellung von Fogbank wiederaufzunehmen und die Entwicklung eines alternativen Materials wurde bis März 2007 nicht weiter verfolgt.
Da die Fabrik 9404-11 stillgelegt war und es beim bestehenden Gebäude Bedenken bei den Anforderungen an den Gesundheitsschutz und der Sicherheit gab, sollte eine neue Produktionsstätte errichtet werden. Zwischen 2000 und 2003 wurde die vorhandene Pilotanlage zur Produktion geringer Mengen von Fogbank verwendet, um den Herstellungsprozess zu testen und ein besseres Verständnis der Materialeigenschaften zu erhalten. Der Bau der neuen Fabrik verzögerte sich allerdings um etwa ein Jahr, da das Gebäude der erste Neubau auf dem Y-12-Gelände seit 30 Jahren war und es Unklarheiten gab, welche Sicherheitsanforderungen das Bauunternehmen umzusetzen hatte. Durch die Verzögerungen bei der neuen Anlage wurde mit der Pilotanlage 2004 erneut produziert und festgestellt, dass verschiedene Verfahren die Qualität des Produktes erheblich beeinträchtigten. Dabei verpasste die NNSA die Möglichkeit, vor Betriebsaufnahme der neuen Anlage bessere Kenntnisse über den Herstellungsprozess von Fogbank durch die Pilotanlage zu erhalten.
Die neue Produktionsstätte wurde mit etwa einem Jahr Verspätung im März 2006 fertiggestellt und es gab wiederholt Schwierigkeiten mit dem Produktionsprozess, sodass Fristen mehrfach verpasst und der Zeitplan regelmäßig nach hinten verschoben wurde. Im März 2007 glaubten die Ingenieure, einen Herstellungsprozess für Fogbank entwickelt zu haben. Bei den anschließenden Tests wurde jedoch deutlich, dass das hergestellte Material Qualitätsprobleme hatte, sodass das Fogbank-Projekt auf die höchste Priorität bei NNSA gesetzt wurde, um einen Abschluss bis September 2007 zu erzielen. Zudem wurden ebenfalls im März 2007 23 Millionen US-Dollar in die Entwicklung eines Alternativmaterials investiert.
Ein Durchbruch wurde 2008 erzielt, als gleichzeitig mehrere Änderungen an verschiedenen Prozessen vorgenommen wurden, wobei gleichwertiges Fogbank produziert werden konnte und die Neuzertifizierung der Anlage erfolgte. Der erste überholte W76-Sprengkopf konnte im September 2008 an die Navy ausgeliefert werden. Trotz des Erfolgs war für die Ingenieure nicht ersichtlich, welche Änderung im Herstellungsprozess letztendlich zur Problemlösung führte.
Die Verzögerungen kosteten insgesamt 69 Mio. US-Dollar. Davon entfielen 23 Mio. US-Dollar auf die Entwicklung eines Alternativmaterials, 22 Mio. US-Dollar auf die Lösung der Produktionsprobleme sowie 24 Mio. US-Dollar auf die Aufrechterhaltung der Montagefähigkeiten der Techniker der Pantex Plant in Texas, die die Sprengköpfe zusammensetzen. Zudem wurde eine Untersuchung durch das Government Accountability Office eingeleitet, um die Ursachen für das Versagen des Risikomanagement der NNSA zu ermitteln.
Die Erfahrungen durch das Reverse Engineering von Fogbank führten zu wissenschaftlichen Erkenntnissen und somit zu Verbesserungen im Herstellungsprozess. Die Wissenschaftler stellten fest, dass bestimmte Probleme denen in der ursprünglichen Produktion ähnelten. Die Probleme konnten auf das Fehlen bestimmter „Verunreinigungen“ im Endprodukt zurückgeführt werden. Eine Fehler-Ursachen-Analyse ergab, dass bei der neu aufgebauten Produktion zunächst die Rohmaterialien Reinigungsverfahren unterzogen wurden, die es bei der ursprünglichen Produktion nicht gab. Dabei wurde eine notwendige Substanz entfernt. Mit den neuen Erkenntnissen kann die Produktionsqualität besser kontrolliert werden als bei der ursprünglichen Produktion.